# Kårmannsholmen
Kårmannsholmen ou Konemannsholmen est une île dans le landskap Sunnhordland du comté de Vestland. Elle appartient administrativement à Øygarden.

## Géographie
Rocheuse et couverte d'une légère végétation, elle s'étend sur environ 341 m de longueur pour une largeur approximative de 166 m. Elle compte trois bâtiments et un ponton d'amarrage.